# François Kompany
François Kompany (Ukkel, 28 september 1989) is een Belgisch voetballer van Congolese afkomst die bij voorkeur als centrale verdediger speelt.

## Carrière
Op de 18de speeldag van het seizoen 2011/12 maakte François zijn debuut voor FC Brussels. Hij mocht invallen in de 89ste minuut tijdens de uitwedstrijd tegen KV Oostende. Van 2016 tot 2019 was Kompany gedurende drie seizoenen actief bij KSV Roeselare. Nadat zijn contract hier afliep zat hij enkele maanden zonder club.    
Hij mocht testen bij Beerschot VA maar kreeg geen contract. Hij speelde in september 2019 ook nog mee in de afscheidswedstrijd van zijn broer Vincent bij Manchester City, een wedstrijd waarbij 50 000 supporters aanwezig waren.     
In maart 2020 tekende Kompany een contract tot het einde van het seizoen bij Patro Eisden Maasmechelen, kort daarna werd de competitie echter stopgezet vanwege de coronapandemie. Hij speelde geen enkele wedstrijd meer voor Patro en zijn aflopende contract werd niet verlengd. Na meer dan twee jaar zonder club tekende Kompany op 26 december 2022 een contract bij het Belgische KSC Lokeren-Temse dat actief was in de Tweede afdeling. Dat seizoen promoveerde de club naar de Eerste nationale. Zijn contract loopt er af op 30 juni 2024 en zal niet verlengd worden.

## Statistieken
| seizoen | club                      | land     | competitie             | wed | goals |
| ------- | ------------------------- | -------- | ---------------------- | --- | ----- |
| 2010/11 | Macclesfield Town FC      | Engeland | Football League Two    | 0   | 0     |
| 2011/12 | FC Brussels               | België   | Tweede Klasse          | 2   | 0     |
| 2012/13 | Sportkring Sint-Niklaas   | België   | Tweede Klasse          | 21  | 1     |
| 2013/14 | SC Eendracht Aalst        | België   | Tweede Klasse          | 4   | 0     |
| 2014/15 | Seraing United            | België   | Tweede Klasse          | 13  | 0     |
| 2015/16 | KSV Roeselare             | België   | Tweede Klasse          | 1   | 0     |
| 2016/17 | KSV Roeselare             | België   | Eerste Klasse B        | 20  | 0     |
| 2017/18 | KSV Roeselare             | België   | Eerste Klasse B        | 6   | 0     |
| 2018/19 | KSV Roeselare             | België   | Eerste Klasse B        | 21  | 0     |
| 2019/20 | Patro Eisden Maasmechelen | België   | Eerste Klasse Amateurs | 0   | 0     |
| 2022/23 | KSC Lokeren-Temse         | België   | Tweede Klasse Amateurs | 19  | 0     |
| 2023/24 | KSC Lokeren-Temse         | België   | Eerste Klasse Amateurs | 17  | 0     |
| Totaal  |                           |          |                        | 124 | 1     |

## Familie
De overgrootvader van Kompany werkte in Congo in een kopermijn. Hij was een stamhoofd die van zijn onderdanen de naam "Kompany" kreeg.
Kompany is de jongere broer van voormalig profvoetballer Vincent Kompany. Vader Pierre Kompany is burgemeester van de Brusselse gemeente Ganshoren. Zijn moeder Joseline overleed in 2007.